# Bucarest Challenger 1991
Il Bucarest Challenger 1991 è stato un torneo di tennis facente parte della categoria ATP Challenger Series nell'ambito dell'ATP Challenger Series 1991. Il torneo si è giocato a Bucarest in Romania dal 16 al 22 settembre 1991 su campi in terra rossa.

## Vincitori

### Singolare
Marcelo Filippini ha battuto in finale  Gabriel Markus con il punteggio di 6–3, 6–4

### Doppio
Lars Koslowski /  Tomas Nydahl hanno battuto in finale  George Cosac /  Florin Segărceanu con il punteggio di 6–3, 2–6, 6–3